# Caspiosoma caspium
Caspiosoma caspium és una espècie de peix de la família dels gòbids i de l'ordre dels perciformes.

## Morfologia
- Els mascles poden assolir 4,5 cm de longitud total.[1][2]

## Alimentació
Menja invertebrats bentònics, rotífers i algues.

## Hàbitat
És un peix de clima temperat i demersal que viu entre 2 i 8 m de fondària.

## Distribució geogràfica
Es troba a la Mar d'Azov, a la mar Càspia i al nord-oest de la mar Negra.

## Observacions
És inofensiu per als humans.